# ジョージ・パパドプロス
ジョージ・デメトリオス・パパドプロス（George Demetrios Papadopoulos、1987年8月19日 - ）は、アメリカ合衆国の政治顧問。ドナルド・トランプの大統領選挙運動の外交政策諮問委員会委員の一人であった。2017年10月5日、米露関係とドナルド・トランプの選挙運動に関する2016年の接触のタイミングと可能性のある重要性について、連邦捜査局(FBI)の捜査官に対し虚偽の陳述をした容疑を認めた。12日間連邦刑務所に収容され、その後12ヶ月間の仮釈放処分に変更された。仮釈放の期間中、現在まで公開されていないドキュメンタリー映画の撮影に参加した。2019年3月、パパドプロスは自身の著書である『Deep State Target: How I Got Caught in the Crosshairs of the Plot to Bring Down President Trump』を発売した。2020年12月にはトランプ大統領から恩赦を受けた。
2020年3月には共和党所属の下院議員であるケイティ・ヒルの辞職によるカルフォルニア州の第25下院選挙区での補欠選挙に出馬したもの、2.3%の得票率で落選した。